# Берёзовка (Солонешенский район)
Берёзовка — село в Солонешенском районе Алтайского края, административный центр муниципального образования сельское поселение Берёзовский сельсовет.

## Географическое положение
Село расположено на берегу реки Берёзовки, в месте впадении её в реку Ануй.

## Улицы
Список улиц села:
- улица Берёзовая
- улица Восточная
- улица Горная
- улица Зелёная
- улица Красноалтайская
- улица Луговая
- улица Советская
- Садовый переулок

## История
Посёлок был основан в 1877 году переселенцами из Курской и Воронежской губерний, которым было отказано в поселении на реке Белый Ануй.
В 1882 году село насчитывало 46 дворов, а к 1893 году количество дворов увеличилось до 56-ти, в селе были построены молитвенный дом и хлебозапасный магазин.
В 1928 году состояло из 234 хозяйств, основное население — русские. В административном отношении являлось центром Берёзовского сельсовета Михайловского района Бийского округа Сибирского края.

## Население
| 1926 | 1997 | 1998 | 1999 | 2000 | 2001 |
| ---- | ---- | ---- | ---- | ---- | ---- |
| 1447 | ↘869 | ↘862 | ↘774 | ↗800 | ↘771 |
| 2002 | 2003 | 2004 | 2005 | 2006 | 2007 |
| ↘744 | ↗759 | ↘744 | ↘717 | ↘705 | ↗725 |
| 2008 | 2009 | 2010 | 2011 | 2012 | 2013 |
| ↗735 | →735 | ↘712 | ↘708 | ↘694 | ↘683 |

Национальный состав
Согласно результатам переписи 2002 года, в национальной структуре населения русские составляли 98 %.

## Образование
В посёлке расположено муниципальное образовательное учреждение «Берёзовская средняя общеобразовательная школа». В 2012 году было открыто новое здание школы.